# Turbana

Localização do município de Santa Catalina no departamento de Bolívar

Turbana é um município do departamento de Bolívar, na Colômbia.